# Karaxuwanassu
Os Karaxuwanassu são um povo indígena pluriétnico que emergiu na Região Metropolitana do Recife, Pernambuco, a partir da união de indivíduos de diversas etnias, como Xukuru, Karapotó, Fulni-ô, Pankararu, Wassu cocal, Ka'eté, Warao, entre outras. Formado em 2018, o grupo busca resgatar e fortalecer suas identidades culturais, promovendo práticas tradicionais e reivindicando direitos em um contexto urbano.

## História e Formação
A formação do povo Karaxuwanassu ocorreu em resposta às dificuldades enfrentadas por indígenas residentes em áreas urbanas, especialmente no acesso a serviços básicos como saúde e educação. Em 2018, diante da negativa de vacinação contra a influenza H1N1, indígenas de diferentes etnias se organizaram para lutar por seus direitos, culminando na criação do Movimento Karaxuwanassu.
Em 29 de janeiro de 2021, oficializou-se a Associação Indígena em Contexto Urbano Karaxuwanassu (ASSICUKA), a primeira do tipo no Brasil, com o objetivo de promover e difundir a cultura indígena na região metropolitana do Recife, através das artes, do canto, da dança e dos rezos dos seus encantos.

## Retomada Territorial
No início de 2023, o povo Karaxuwanassu retomou um território ancestral de aproximadamente 120 hectares na Estrada de Monjope, município de Igarassu, Pernambuco. A área, pertencente à prefeitura local, estava abandonada há anos. A ocupação visa estabelecer a Reserva Marataro Kaeté, permitindo a prática de seus costumes, rituais e iniciativas sustentáveis de produção de alimentos, visando à soberania alimentar por meio da agroecologia e de sistemas agroflorestais.

## Desafios e Conflitos
A retomada enfrentou desafios legais, incluindo ações de reintegração de posse por parte da prefeitura de Igarassu. Em janeiro de 2023, a Justiça de Pernambuco suspendeu temporariamente a reintegração, permitindo que os Karaxuwanassu permanecessem no território enquanto o caso era analisado. A luta judicial continua, com o povo buscando o reconhecimento oficial de sua aldeia e a garantia de seus direitos territoriais.

## Cultura e Organização Social
Os Karaxuwanassu promovem a revitalização cultural através de práticas tradicionais, como o Toré, artesanato e cursos de línguas indígenas, incluindo o Brobó e o Tupi Antigo. A organização social é fortalecida pela ASSICUKA, que atua na defesa dos direitos indígenas em contexto urbano, promovendo eventos culturais e buscando políticas públicas que respeitem suas especificidades.

## Reconhecimento e Apoio
A luta dos Karaxuwanassu tem recebido apoio de diversas organizações, incluindo o Conselho Indigenista Missionário (CIMI), a Cáritas Brasileira Regional Nordeste II e a Arquidiocese de Olinda e Recife. Essas entidades têm colaborado na mediação de conflitos e na promoção dos direitos indígenas na região.